# Binden-Ameisenwürger
Der Binden-Ameisenwürger, Bindenwollrücken oder Weißscheitel-Ameisenwürger (Thamnophilus doliatus) ist eine Art der Ameisenvögel. Die Art kommt nur in Mittel- und Südamerika vor. Es besteht wie bei den meisten Ameisenvögeln ein sehr auffälliger Geschlechtsdimorphismus.

## Erscheinungsbild

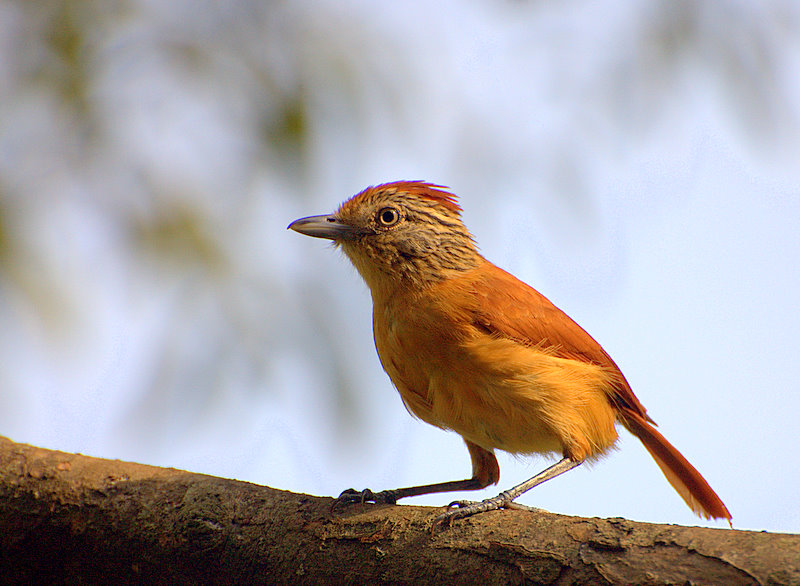
Weibchen des Binden-Ameisenwürgers

Binden-Ameisenwürger erreichen eine Körperlänge von 16 Zentimetern und wiegen zwischen 25 und 30 Gramm. Das Gefieder des Männchens ist schwarz-weiß gebändert. Der Scheitel ist schwarz. Beine und Füße sind blaugrau. Der Schnabel ist gleichfalls blaugrau.
Das Weibchen ist deutlich unauffälliger gefärbt. Die Körperoberseite ist rostbraun bis kastanienbraun. Die Körperunterseite ist ocker bis beigefarben. Lediglich an den Seiten des Kopfes und im Nacken ist das Weibchen ähnlich wie das Männchen gestreift.

## Verbreitung und Verhalten
Der Binden-Ameisenwürger kommt von Mexiko bis in den Norden von Argentinien vor. Er ist ein Standvogel. In ihrem Verbreitungsgebiet ist die Art häufig. Ihr Lebensraum sind die unteren und mittleren Etagen überwiegend sommergrüner Wälder.
Binden-Ameisenwürger leben meist paarweise. Beide Geschlechter singen, wobei das Weibchen meist auf die Rufe des Männchens reagiert. Ihre Nahrung suchen sie im Laub. Allerdings jagen sie auch von Ansitzwarten Käfer und anderen Insekten. Zu ihrem Nahrungsspektrum zählen auch Früchte und Samen. Das Nest wird im Gebüsch errichtet. Das Gelege umfasst 2 Eier, das von beiden Elternvögeln bebrütet wird.

## Belege